# Bayerische Schwarzach
Die Bayerische Schwarzach ist der rechte und nördliche, fast 25 km lange Oberlauf der Schwarzach in Bayern und an der tschechischen Grenze entlang. Ihr linker und nordnordöstlicher Oberlauf Böhmische Schwarzach entspringt bei Zavist in Tschechien, ist fast gleich lang, bringt aber der Schwarzach merklich mehr an Einzugsgebiet, weshalb diese auch deren Hauptoberlauf angesehen wird und oft nur als Schwarzach bezeichnet wird. Kurz vor dem Waldmünchner Dorf Kritzenast vereinen sich beide Äste, die Schwarzach fließt danach gewunden südwärts.

## Verlauf
Die Bayerische Schwarzach entspringt dem „Goldbrunnen“ in 778 m ü. NHN am Osthang des Eibenziegenberges etwa 1 km nördlich des kleinen Bergdorfes Waldhäuser. Sie fließt entlang der tschechischen Grenze nach Süden und vereinigt sich dabei bald mit dem aus derselben Quelle gespeisten Goldbach. In dieser Gegend wurden Quellen meist als „Brunnen“ bezeichnet. Am Reichenstein-Massiv, zu dem der Eibenziegenberg gehört, wurde im 16. Jahrhundert Gold gefunden, daher die Namen „Goldbrunnen“ und „Goldbach“.
Die Bayerische Schwarzach fließt entlang der deutsch-tschechischen Grenze recht genau nach Süden.
Vom Osthang des Häuslberges herabkommend mündet südlich von Waldhäuser der Mühlbach von rechts in die Bayerische Schwarzach.
Die Bayerische Schwarzach fließt danach zwischen Schwarzach und der Wüstung Švarcava hindurch.
Ungefähr einen Kilometer weiter südlich passiert sie die Einöde Neumühle.
Sie ändert ihre Richtung und fließt nach Südwesten und östlich an Charlottenthal vorbei.
An dieser Stelle mündet der Grenzbach (tschechisch: Šedi potok) von links in die Bayerische Schwarzach.
Von ihrer Quelle bis hierher fiel der Verlauf der Bayerischen Schwarzach mit der deutsch-tschechischen Grenze zusammen.
Nun, südöstlich von Charlottenthal, verlässt die Bayerische Schwarzach die Grenze und kommt auf bayerisches Gebiet.
Sie fließt weiter in südwestlicher Richtung, vorbei an den Einzelhäusern im Lenkenthal bis zum Schusterbügel, der sie zu einer scharfen Richtungsänderung nach Westen zwingt.
Es folgt ein enges ost-west-gerichtetes Durchbruchstal, hinter dem die Bayerische Schwarzach ihre vorherrschende Nord-Süd-Richtung wieder aufnimmt.
Südlich von Schönau nimmt sie den Hüttenbach in sich auf.
Etwa einen Kilometer weiter südlich spaltet sich an einem Wehr der Hammermühlbach von der Bayerischen Schwarzach ab.
Er versorgt das E-Werk und die Säge der Hammermühle und vereinigt sich dahinter wieder mit der Bayerischen Schwarzach.
Kurz hinter dieser Abzweigung mündet der Markbach von Nordwesten kommend in den Hammermühlbach.
Südwestlich von Treffelstein wird die Bayerische Schwarzach zum 1,5 km langen Silbersee aufgestaut, der als Badesee genutzt wird. Bei Witzelsmühle verlässt die Bayerische Schwarzach den Silbersee.
Die Bayerische Schwarzach fließt in südlicher Richtung den westlichen Ortsrand von Witzelsmühle entlang, dann östlich am Grubholz vorbei.
Vom Südosthang des Irlberges kommend, fließt der Steinerbach südlich an Stein vorbei und mündet beim Grubholz von rechts in die Bayerische Schwarzach.
Nachdem die Bayerische Schwarzach das Grubholz passiert hat, stößt sie auf die Erhebung des Wullnbaurholzes.
Sie weicht nach Osten aus und bricht nach etwa einem Kilometer zwischen Wullnbaurholz und Reiterholz nach Süden durch.
Nordöstlich von Eschlhof nimmt sie den von rechts kommenden Eschlbach auf.
Die Bayerische Schwarzach durchquert in südöstlicher Richtung fließend die sumpfige Stockwiese und vereinigt sich nördlich von Kritzenast mit der Böhmischen Schwarzach zur Schwarzach.
Das Einzugsgebiet der Švarcava bzw. Černice umfasst auf dem 6,2 langen Abschnitt in Tschechien 12,162 km².

## Zuflüsse
Von der Quelle zum Zusammenfluss mit der Böhmischen Schwarzach. Auswahl.
- Goldbach, von rechts und Norden südlich von Waldhäuser, 1,7 km und 1,1 km². Er entspringt nördlich von Waldhäuser am Südosthang des Weingartenfelses.
- (Zufluss vor Stadlern-Schwarzach), von rechts und Westen, 1,3 km und 3,4 km².
- Mühlbach, von rechts nördlich von Schwarzach. Er entspringt nordwestlich von Schwarzach.
- Grenzbach (tschechisch: Šedý potok), von links und Südosten unterhalb von Neumühle und gegenüber dem auf dem rechten Hang liegenden Stadlern-Charlottenthal, 2,4 km und 2,4 km².
Hier fließt die Bayerische Schwarzach in bayerisches Gebiet ein, die Landesgrenze zieht dem Grenzbach-Lauf bergauf.
- (Bach aus dem Schönauer Wald), von rechts und Nordwesten etwa 0,8 km südsüdöstlich von Charlottenthal, 1,5 km und 1,2 km². Entspringt wenig nordwestlich des Ortes, läuft aber schon ganz auf dem Gemarkung Schönau der Gemeinde Tiefenbach.
- Hüttenbach, von rechts und Norden südlich von Tiefenbach-Perlthal, 11,1 km mit dem Oberlaufstrang und 24,6 km². Mit dem Lauf von dieser bis hierher fast gleichgewichtiger rechter Zweig der Bayerischen Schwarzach. Seine oberste Quelle ist die des Schnabellohbachs am Südwesthang des Weingartenfels.
- → Abzweig des Nebenlaufs Hammermühlbach, nach rechts bei Tiefenbach-Krausenöd.
- Markbach, von rechts und Westnordwesten in den just abgezweigten Hammermühlbach, 5,7 km und 7,3 km². Entspringt dem Markbrunnen am Osthang des Signalbergs.
- ← Rückfluss des Hammermühlbaches, von rechts bei der Tiefenbacher Hammermühle, 1,4 km und 8,4 km².
- Tiefenbach, von rechts kurz nach der Hammermühle südöstlich des Pfarrdorfs Tiefenbach selbst, 4,9 km und 4,5 km². Entspringt dem Kalterbrunnen.
- (Bach durch den Fahrenweiher), von rechts und Westnordwesten nach Tiefenbach-Michelsthal, 2,9 km und 3,3 km².
- Durchläuft den Silbersee, 55 ha.
- (Bach durch die Tiefenbacher Bücherlmühle), von rechts und Westnordwesten im Silbersee, 1,5 km und 1,7 km².
- Kressenbach, von rechts und Westnordwesten südlich unterhalb der Tiefenbacher Witzelsmühle, 3,9 km mit dem längeren linken Oberlauf Steinerbach und 5,9 km². Der Steinerbach entsteht nahe bei Tiefenbach-Irlach.
- (Zufluss), von links und Norden an der Brücke der Kreisstraße CHA 54, 0,6 km und 0,3 km².
- (Zufluss), von links und Nordwesten südlich von Treffelstein-Biberbach, 0,7 km und 0,5 km².
- Eschlbach, von rechts und Westen nordöstlich von Waldmünchen-Eschlhof, 2,8 km und 1,8 km²

## Hochwasserregulierung
Die Bayerische Schwarzach wird bei Treffelstein zum Silbersee aufgestaut, dieses Wasserbauwerk dient in erster Linie dem Hochwasserschutz, wird aber auch als Erholungsgebiet genutzt. Es gibt dort drei kostenlose Badestellen mit Parkplätzen, Sandstrand, Umkleidekabinen und Toiletten. An der nordöstlichen Badestelle steht ein kleiner, nur zeitweilig geöffneter Kiosk. Dort kann auch gezeltet werden.
Rund um den Silbersee führt ein Wanderweg mit Informationstafeln zur lokalen Tier- und Pflanzenwelt.

## Bildergalerie

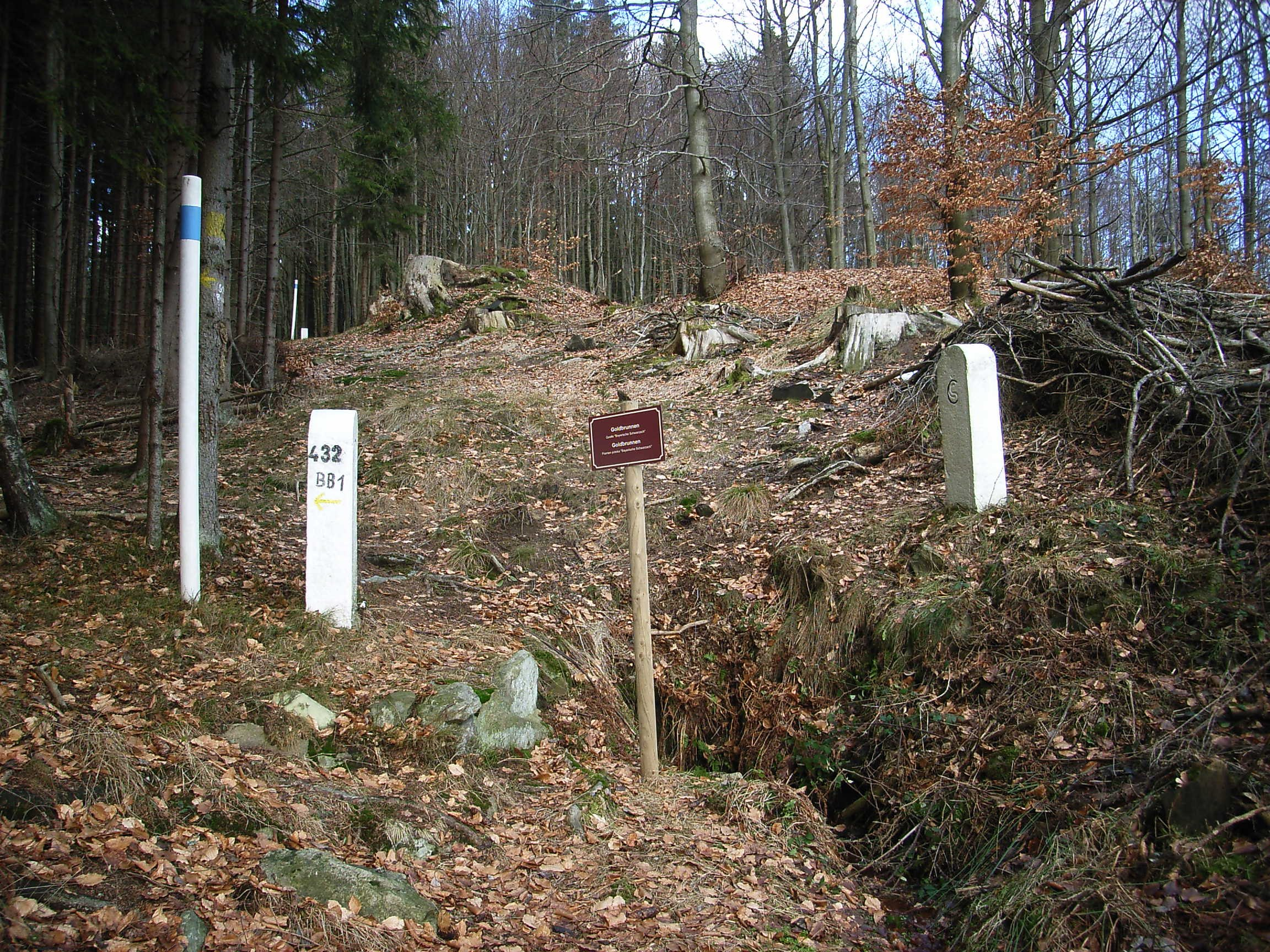
Goldbrunnen – Quelle der Bayerischen Schwarzach (2012)
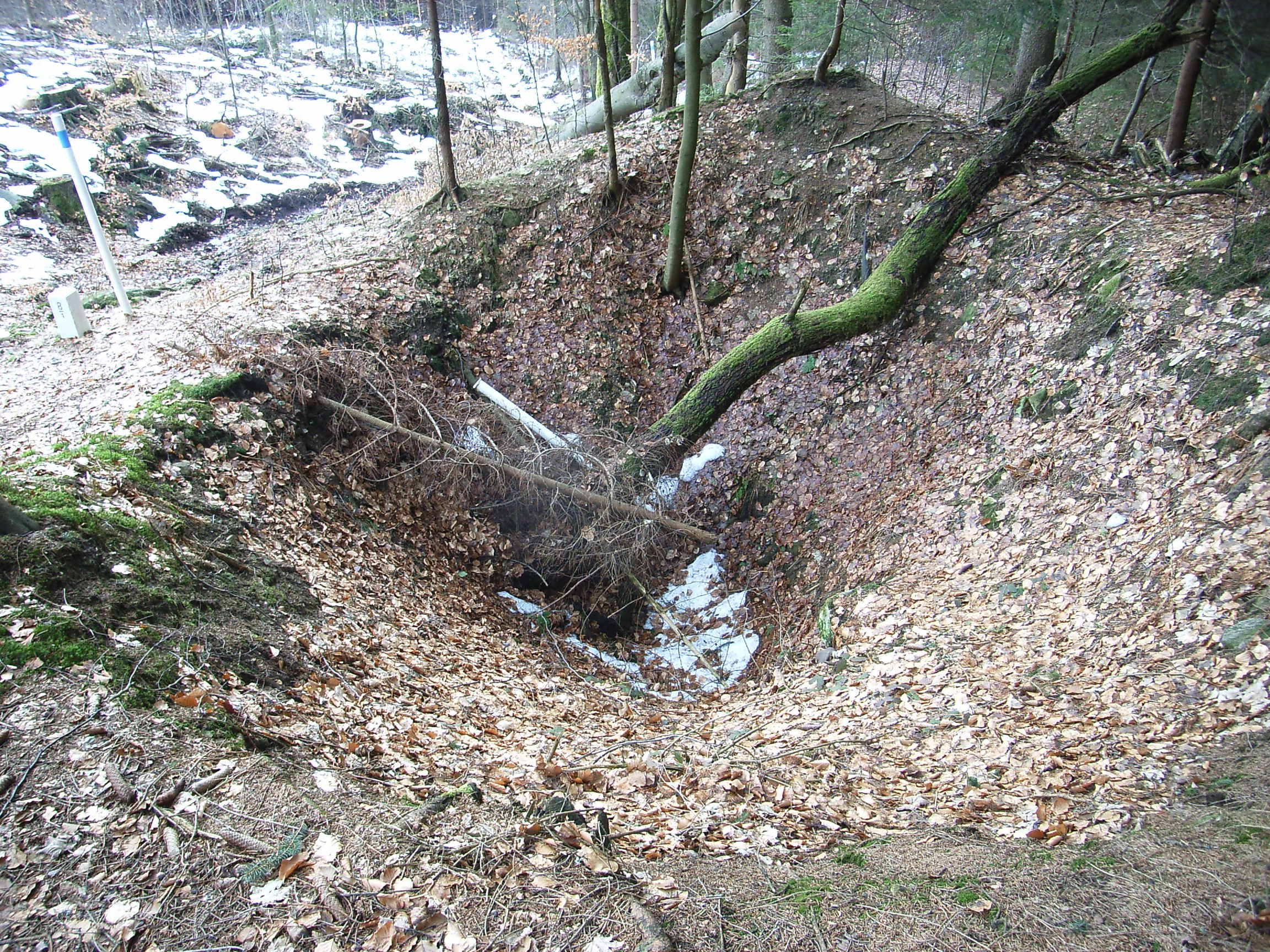
Goldgräberspuren am Goldbrunnen (2012)
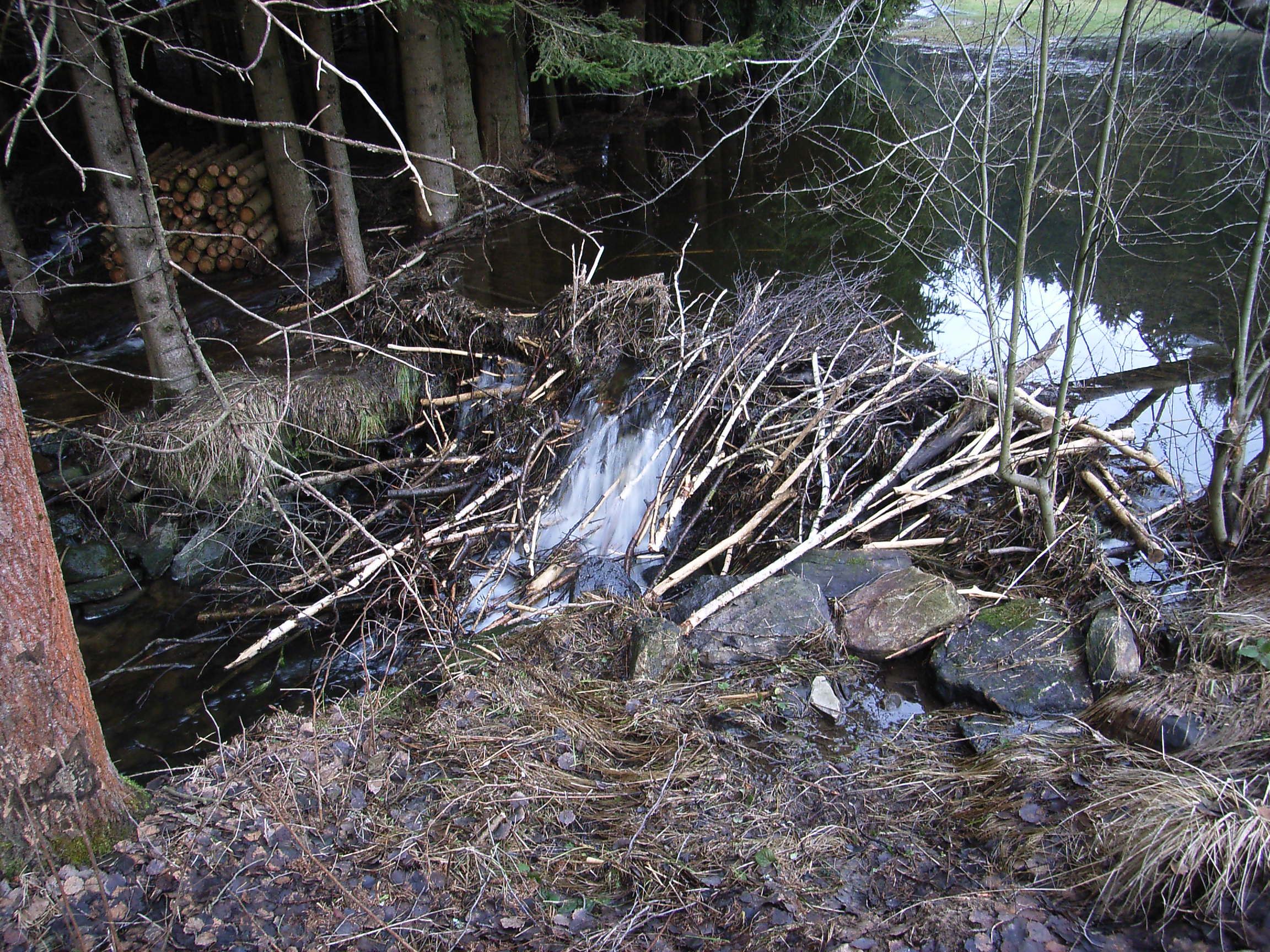
Biberdamm in der Bayerischen Schwarzach im Lenkenthal (2013)
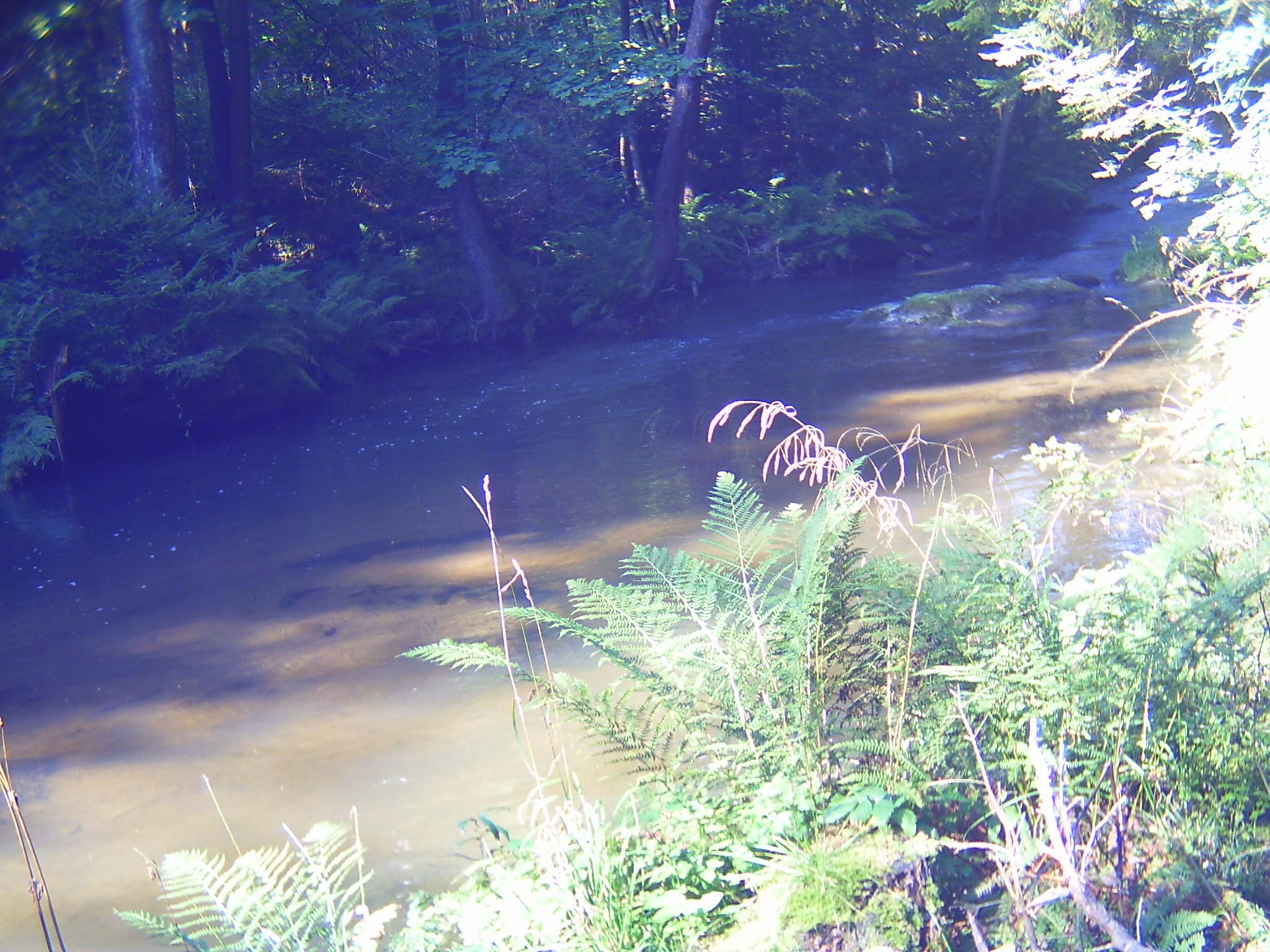
Bayerische Schwarzach (2010)
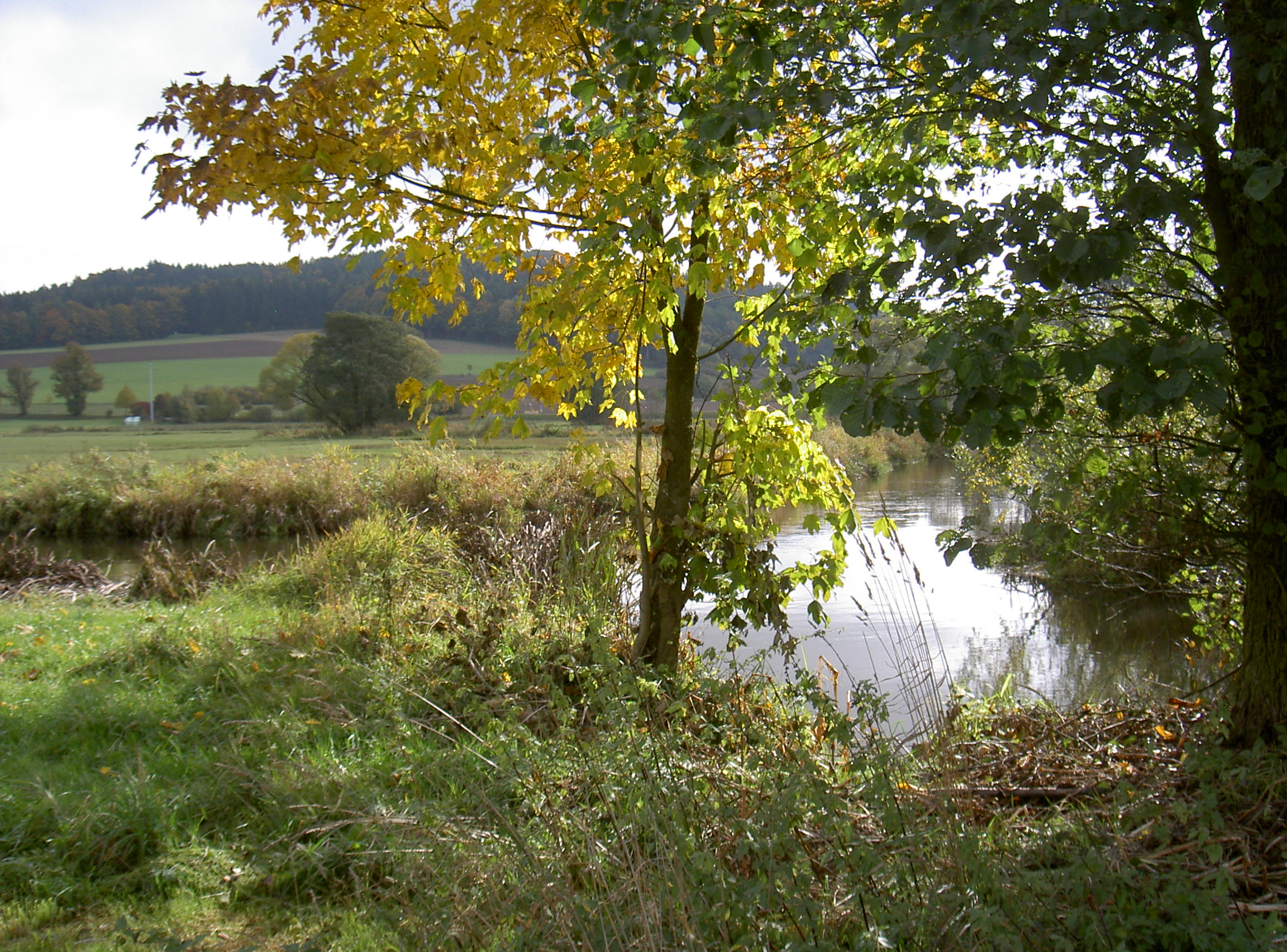
Zusammenfluss der Böhmischen (links) und der Bayerischen (rechts) Schwarzach zur Schwarzach bei Kritzenast

### Gewässerverzeichnis Bayern („GV“)
1. 1 2  Länge nach: Verzeichnis der Bach- und Flussgebiete in Bayern – Flussgebiet Naab des Bayerischen Landesamtes für Umwelt, Stand 2016 (PDF; 4,0 MB)
2. 1 2  Einzugsgebiet nach: Verzeichnis der Bach- und Flussgebiete in Bayern – Flussgebiet Naab des Bayerischen Landesamtes für Umwelt, Stand 2016 (PDF; 4,0 MB)

### Sonstige
1. 1 2  BayernAtlas der Bayerischen Staatsregierung (Hinweise)
2. ↑  Deutsches Gewässerkundliches Jahrbuch Donaugebiet 2006 Bayerisches Landesamt für Umwelt, S. 160, abgerufen am 4. Oktober 2017, Auf: bestellen.bayern.de (PDF, deutsch, 24,2 MB).
3. ↑  Teresa Guggenmoos: Die Natur, in: Heribert Batzl: Der Landkreis Oberviechtach in Vergangenheit und Gegenwart, S. 26.
4. ↑  Teresa Guggenmoos: Die Natur, in: Heribert Batzl: Der Landkreis Oberviechtach in Vergangenheit und Gegenwart, S. 24.
5. ↑  Fritsch Wanderkarte Schönseer Land, Maßstab 1:35000
6. ↑  Pavel Valtr: Český les - jih, územní studie
7. ↑  Karte des Einzugsgebietes auf: UmweltAtlas – Grundlagendaten Fließgewässer Bayerisches Landesamt für Umwelt (Hinweise)
8. ↑  http://www.bayerischer-wald.de/Media/Attraktionen/Silbersee